# Перзикара (Катанцаро)
Перзикара је насеље у Италији у округу Катанцаро, региону Калабрија.
Према процени из 2011. у насељу је живело 86 становника. Насеље се налази на надморској висини од 14 м.